# Бураков, Александр Сергеевич
Алекса́ндр Серге́евич Бурако́в (27 августа 1987, Калуга, СССР) — российский футболист, полузащитник.

## Карьера
Родился в Калуге, отец выступал во второй лиге за местный «Локомотив», мать провела более ста матчей за национальную сборную по футболу.
В 8 лет переехал в Воронеж, играл в СДЮШОР «Кристалл». В 2001 году был принят в московскую футбольную школу «Академика». В петербургский «Зенит» перешёл в 2004 году. За основной состав провёл два матча, первый из них — 25 июля 2004 года в матче чемпионата с «Аланией». В основном выступал за дублирующий состав. Бронзовый призёр чемпионата России среди дублёров (2005). В 2007—2008 играл в «Спортакадемклубе», регулярно выходил на поле. В 2009 году был арендован «Рязанью». В конце июля 2009 года перешёл в клуб Первого дивизиона «Чита». В начале 2010 года перешёл в курский «Авангард», однако уже в августе перешёл в «Факел». В январе 2013 покинул клуб.
С 2004 года выступал за юношескую сборную России. Чемпион Москвы. Бронзовый призёр чемпионата России среди юношей.

## Статистика
| Сезон   | Клуб               | Лига                         | Чемпионат | Чемпионат | Кубок | Кубок | Карточки | Карточки |
| Сезон   | Клуб               | Лига                         | Игры      | Голы      | Игры  | Голы  | Жёлтые   | Красные  |
| ------- | ------------------ | ---------------------------- | --------- | --------- | ----- | ----- | -------- | -------- |
| 2004    | Академика (Москва) | ЛФЛ                          | 0         | 0         | 0     | 0     | 0        | 0        |
| 2004    | Зенит (СПб)        | РФПЛ                         | 1         | 0         | 0     | 0     | 0        | 0        |
| 2005    | Зенит (СПб)        | РФПЛ                         | 0         | 0         | 1     | 0     | 0        | 0        |
| 2006    | Зенит (СПб)        | РФПЛ                         | 0         | 0         | 0     | 0     | 0        | 0        |
| 2007    | Спортакадемклуб    | Второй дивизион              | 28        | 0         | 0     | 0     | 3        | 0        |
| 2008    | Спортакадемклуб    | Первый дивизион              | 23        | 0         | 0     | 0     | 5        | 1        |
| 2009    | Чита               | Первый дивизион              | 4         | 0         | ?     | ?     | 1        | 0        |
| 2010    | Авангард (Курск)   | Первый дивизион              | 3         | 0         | ?     | ?     | 0        | 0        |
| 2010    | Факел (Воронеж)    | Второй дивизион              | 9         | 0         | 0     | 0     | ?        | ?        |
| 2011/12 | Факел (Воронеж)    | Футбольная национальная лига | 12        | 0         | 0     | 0     | 1        | 0        |
| 2012/13 | Факел (Воронеж)    | Второй дивизион              | 5         | 0         | 2     | 0     | 0        | 0        |
| 2013/14 | Металлург-Оскол    | Второй дивизион              | 19        | 1         | 1     | 0     | 0        | 0        |
| 2014/15 | Биолог-Новокубанск | Второй дивизион              | 21        | 0         | 1     | 0     | 10       | 0        |